# Cseppkő
Cseppköveknek – amint erre nevük is utal – a csepegő vízből kiváló ásványi alakzatokat nevezzük. Képződésük ütemét erősen befolyásolja az oldat töménysége, illetve az éghajlat (a víz utánpótlása).

## Fajtáik anyaguk típusa szerint
A cseppkövek anyaga nagyon sokféle lehet; jelenleg 68-féle ásványból ismerünk cseppköveket. Magyarországon a legtöbbször kalcit-, aragonit-, gipsz- és jégcseppköveket írtak le.
- A legismertebbek, leglátványosabbak a karsztos barlangokban növő, csepegő vízből kivált, kalcium-karbonátból (kalcitból, illetve aragonitból) álló cseppkövek. Főleg kalcium-karbonátból állnak a betonépítményeken átszivárgó vízből kikristályosodó betoncseppkövek is.
- Főleg az evaporitos összletekben képződő, úgynevezett gipszbarlangokban gipszből is képződnek kisebb, többnyire jelentéktelen külsejű cseppkövek.
- Télen a megfagyó vízből rendszeresen alakulnak ki jégcseppkövek. Ezek legismertebb változata a jégcsap. A jégcseppkövek kedvező mikroklímán még a mérsékelt égövben is átvészelhetik a nyarat. Ez főleg különleges légforgalmú barlangokban fordul elő; ezeket a bennük évszázadokon–évezredeken át gyarapodó jégcseppkövekről jégbarlangoknak, illetve jegesbarlangoknak nevezik.
- A túltelített sóoldatokból (főleg sóbányákban) só anyagú (a leggyakrabban konyhasó) cseppkövek válhatnak ki.
- Felszín alatti ércbányákban rendkívül változatos összetételű cseppkövek alakulnak ki. Magyarországon mind ásvány-, mind alaktani szempontból a leggazdagabbak a recski mélyszint (északi bányamező) cseppkőkiválásai voltak. 2000-ben a bányát elárasztották, és ezzel Magyarország legjelentősebb élettelen természeti értékei megsemmisültek.
- Főleg vasércbányákban, de érctelepek felszíni oxidációs kérgében, az úgynevezett vaskobakban is viszonylag gyakran alakulnak ki limonit anyagú cseppkövek.

## Alaktani típusaik

Sztalaktit és sztalagmit

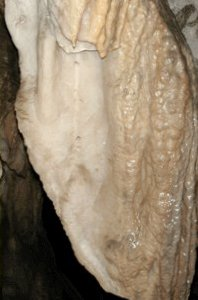
Cseppkődrapéria

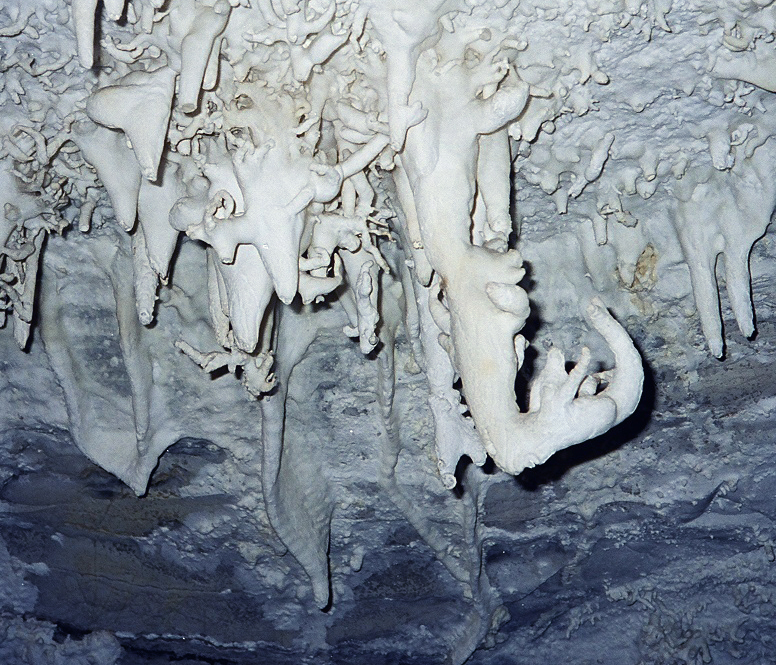
Heliktit

- Függőcseppkő (sztalaktit): a barlangi kiválások leggyakoribb és legközismertebb típusa. Embrionális változata a szalmacseppkő, amely vékony falú, csőszerű.
- Szalmacseppkő (fisztula): a vékony falú, vízcseppnyi belső átmérőjű cső; a függőcseppkő előzménye.
- Állócseppkő (sztalagmit): a lehulló vízcseppekből kiváló, függőlegesen felfelé álló, domború aljú képződmény. Mérete és alakja a csepegés intenzitásától és az esés magasságától függ. Szintén kalcit alkotja, de a világon még 28 féle ásványból ismeretes sztalagmit.
- Cseppkőoszlop (sztalagnát): a függő és hozzátartozó állócseppkő összenövésével alakul ki, azok formai jegyeit és kialakulásmódját őrzi. Hat „közönséges” barlangi ásványon kívül képződhet kősóból és thenarditból (szulfátásvány).
- Drapéria: áthajló felületen végigfolyó, a vízcseppekből kiváló, függönyszerűen lelógó képződmény. Fiatal, keskeny változata a cseppkőléc. A drapériák látványos fajtái a cseppkőzászlók.
- Konulit: laza aljzati kitöltésben keletkező, csepp vájta mélyedések felületén vagy a szétfröccsenő vagy a felgyülemlő víz alakítja ki ezt a tölcsérszerű alakzatot. A túlfolyó víz által létrehozott alfajtája a cseppkőcsésze, a szétfröccsenő vízből kiváló korallszerű képződmény a legyező (ez utóbbi csak spanyol barlangokban ismert).
- Tornyok: meredek üledékfelszíneken a csepperóziós hatásra kialakuló agyag- vagy iszaptornyocskák felületén a széjjelfröccsenő vízből egyidejű mész-, ritkábban gipsz-kiválással keletkezik ez az alakzat.
- Gyűrű: egy-egy csepegési pont körül a szétfröccsenő permetcseppecskékből képződött kör vagy ellipszis alakú szimmetrikus mészkiválás. Európában eddig még csak Szardíniában fordult elő.
- Cseppkőlefolyás: a leggyakoribb kiválástípusok egyike. Sima, réteges felépítésű, általában hullámos felületű alakzat, nagy felületen végigfolyó vékony vízrétegből alakul ki. Fajtái: A megfagyott vízesésre hasonlító cseppkőzuhatag. Környezetétől taplógombaszerűen előreálló altípusa a cseppkőbaldachin.
- Mésztufagát: folyó vízből, a vízfolyás irányára derékszögben kiváló és azt visszaduzzasztó, legtöbbször félköríves falszerű képződmény.
- Cseppkőmedence (tetaráta): a mésztufagát zárt (köríves) változata. A lefolyások vagy más cseppkövek felületén lassan leszivárgó vízből rendkívül látványos mikrotetaráták válnak ki.
- Zuhanyrózsa: a trópusi karszton, a záporok után a mennyezetből vízesésszerűen kiömlő víz formázza meg ezt az alakzatot. Ha az oldalfalból kiömlő víz alkotja és félbevágott kemencére hasonlít, akkor vízköpő a neve.
- Gejzírmit: a barlang aljáról feltörő vizekből kiváló, vulkáni kúphoz hasonló alakzat.
- Korralodoidok: csomós, gömbös vagy korallszerű, réteges felépítésű képződmények. Többnyire légteres járatokban keletkeznek. Fajtái: borsókő 1 cm-nél kisebb gömböcskékből áll, korall-borsókő: korallszerűen megnyúlt ágacskákból áll, gomba-borsókő: laposan szétterül, karfiol: csak kisebb dudorokkal tagolt felületű képződmény.
- Heliktit: görbecseppkő, ami látszólag ellentmond a gravitáció törvényének. Esetenként kukac vagy horog alakú, máskor elágazó képződmény.
- Montmilch: puha állagú, nedvesen kenhető, szárazon lisztszerű cseppkőformájú képződmény. Kialakulására többféle elmélet létezik, a legvalószínűbb, hogy tartós vízborítás hatására változik meg a cseppkövek felületének összetétele és állaga.

## Képek

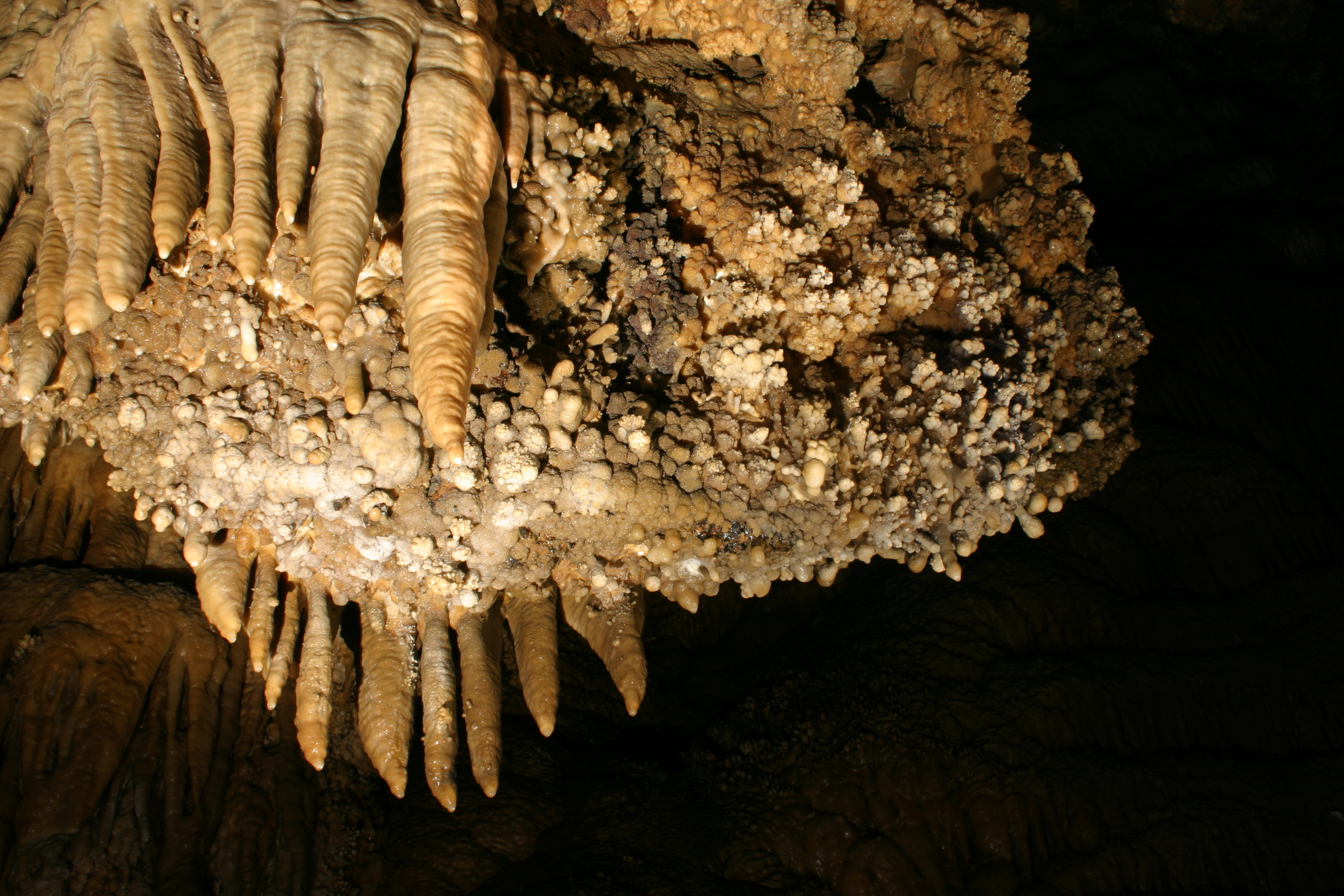
Függőcseppkő a Rákóczi-oldaltáró barlangjában
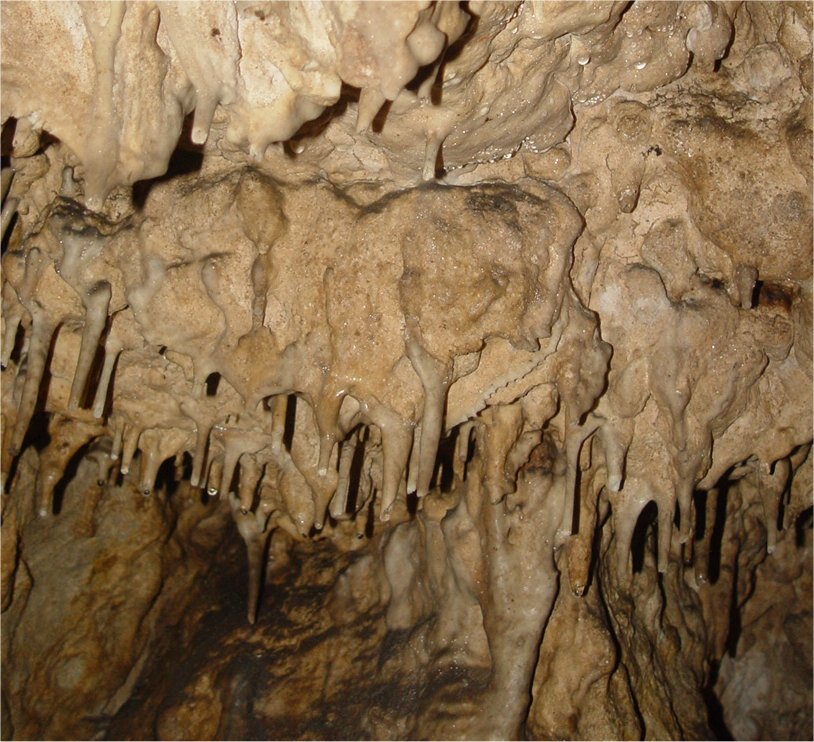
Hajdúugrató (Gerecse)
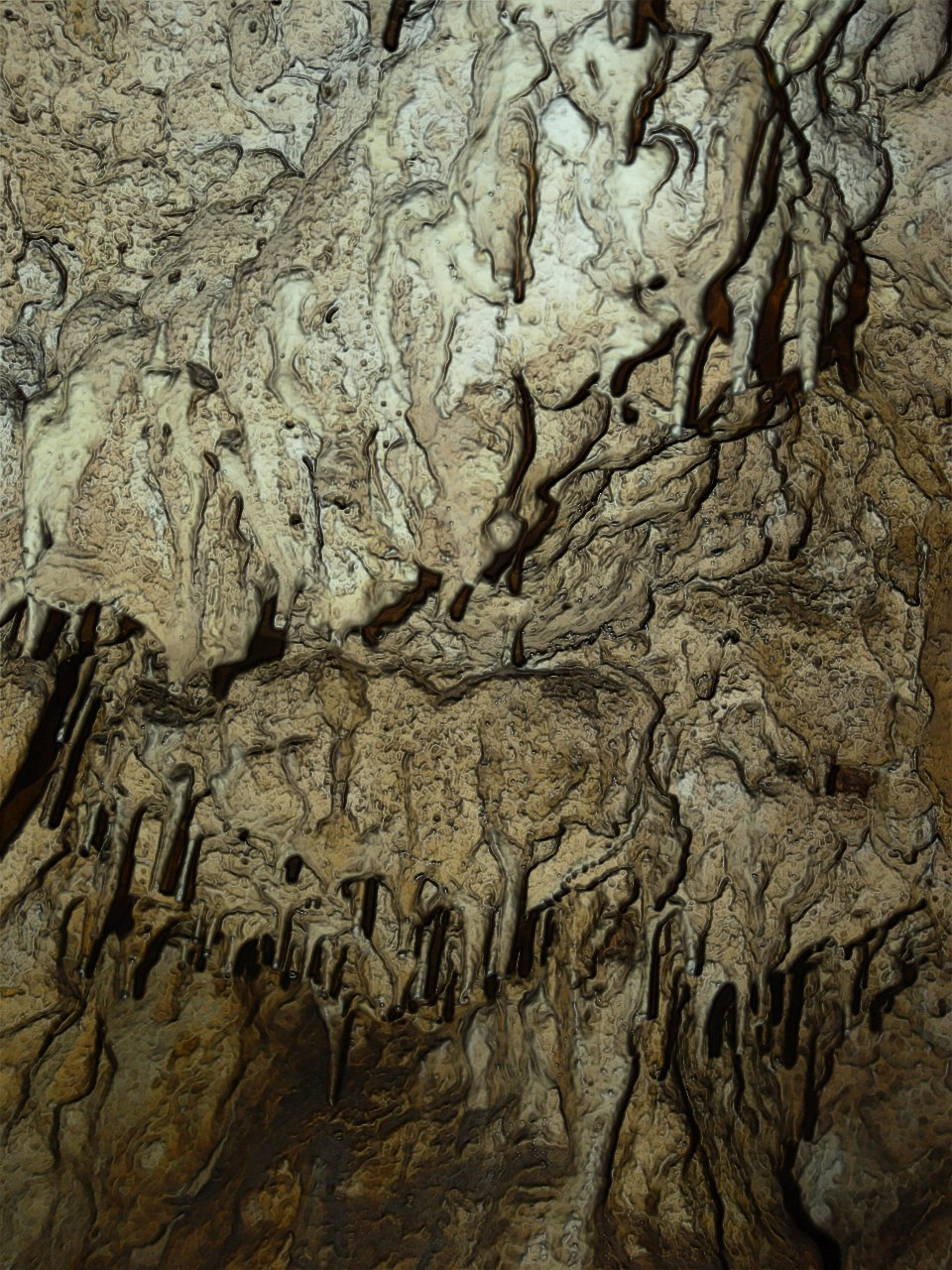
Hajdúugrató (Gerecse)
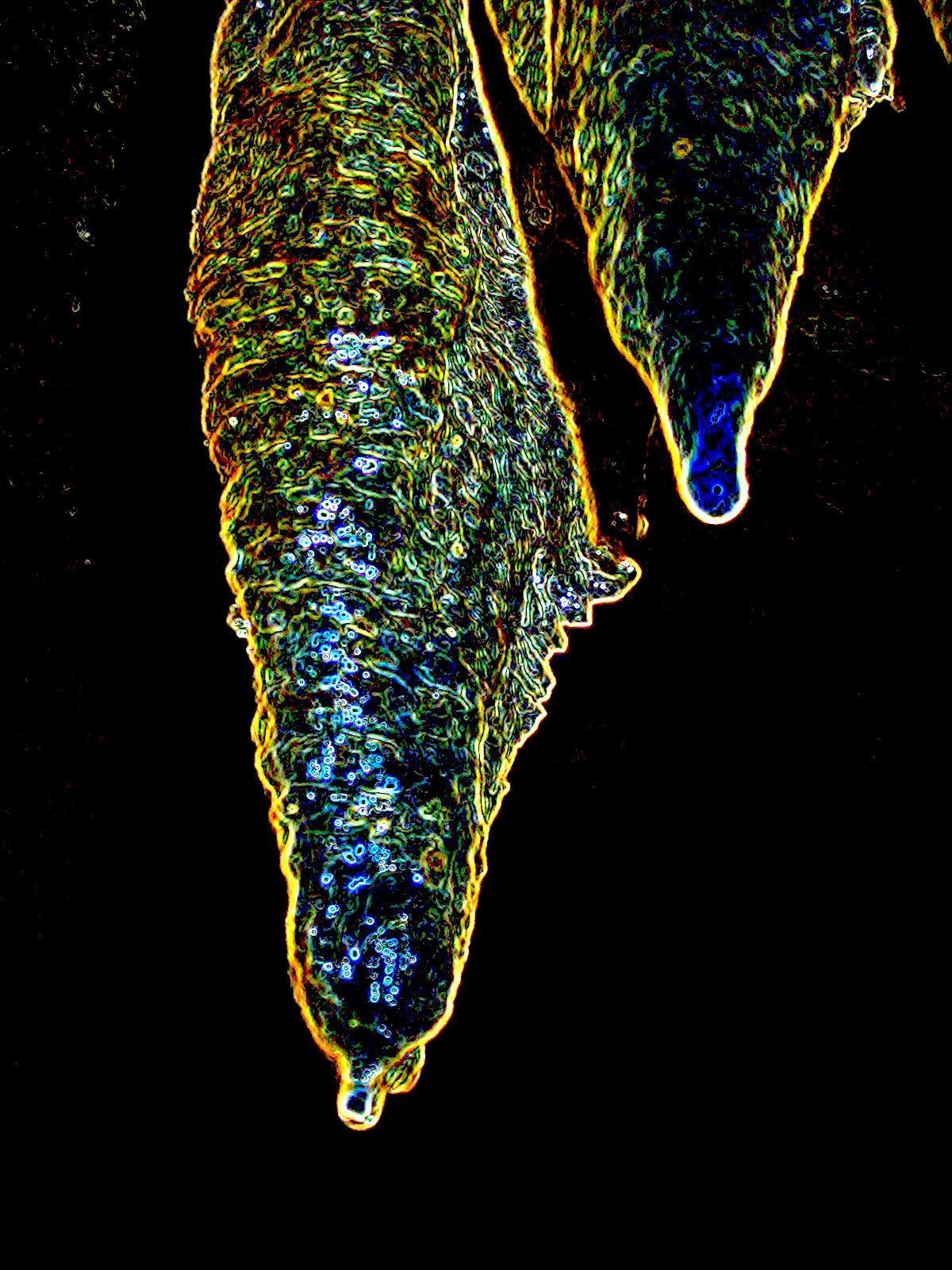
Cseppkő infrakamerával
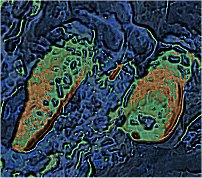
Cseppkövek infrával, köztük szúnyog
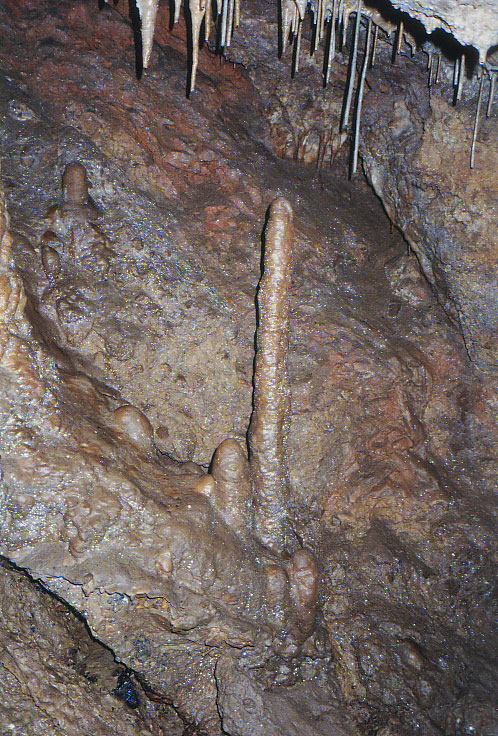
Állócseppkő és szalmacseppkő
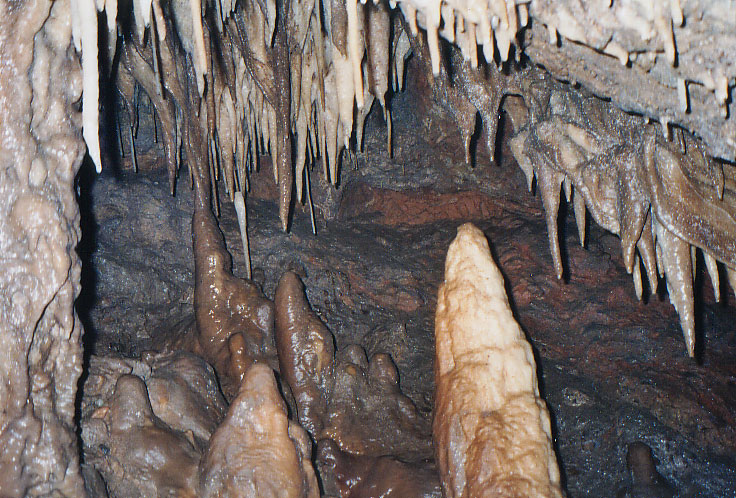
Fehér-barlang (Perkupa)
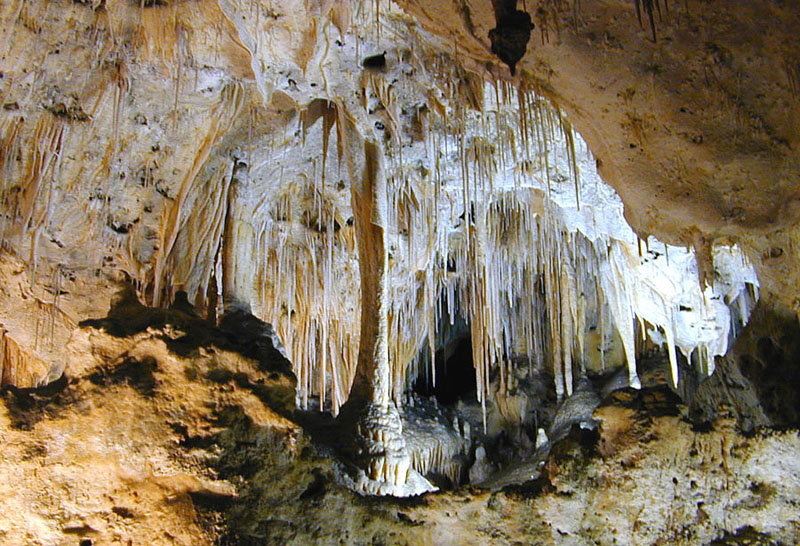
A Carlsbad-barlang (Új-Mexikó)
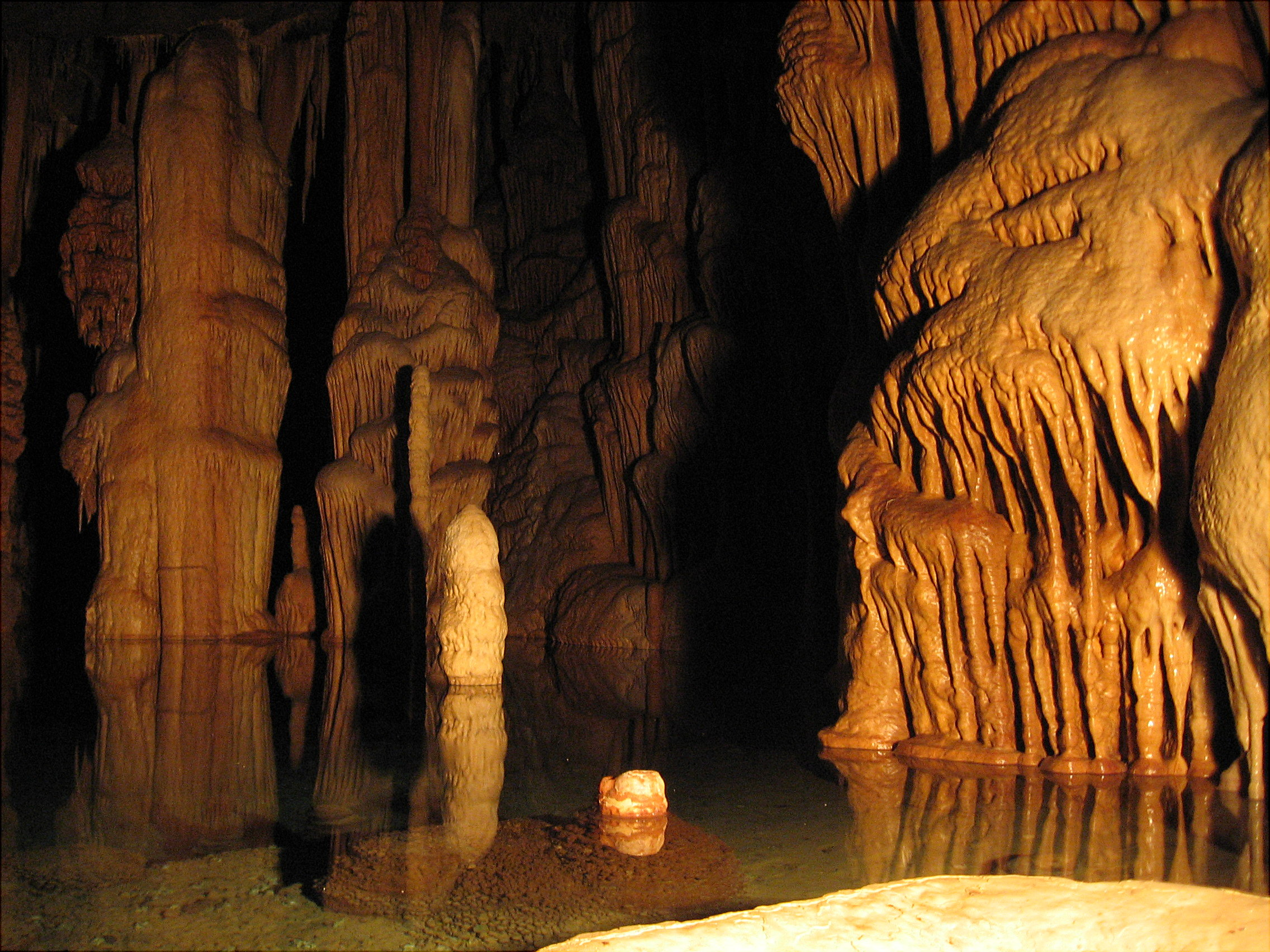
Cseppkőoszlop (Katerloch, Ausztria)
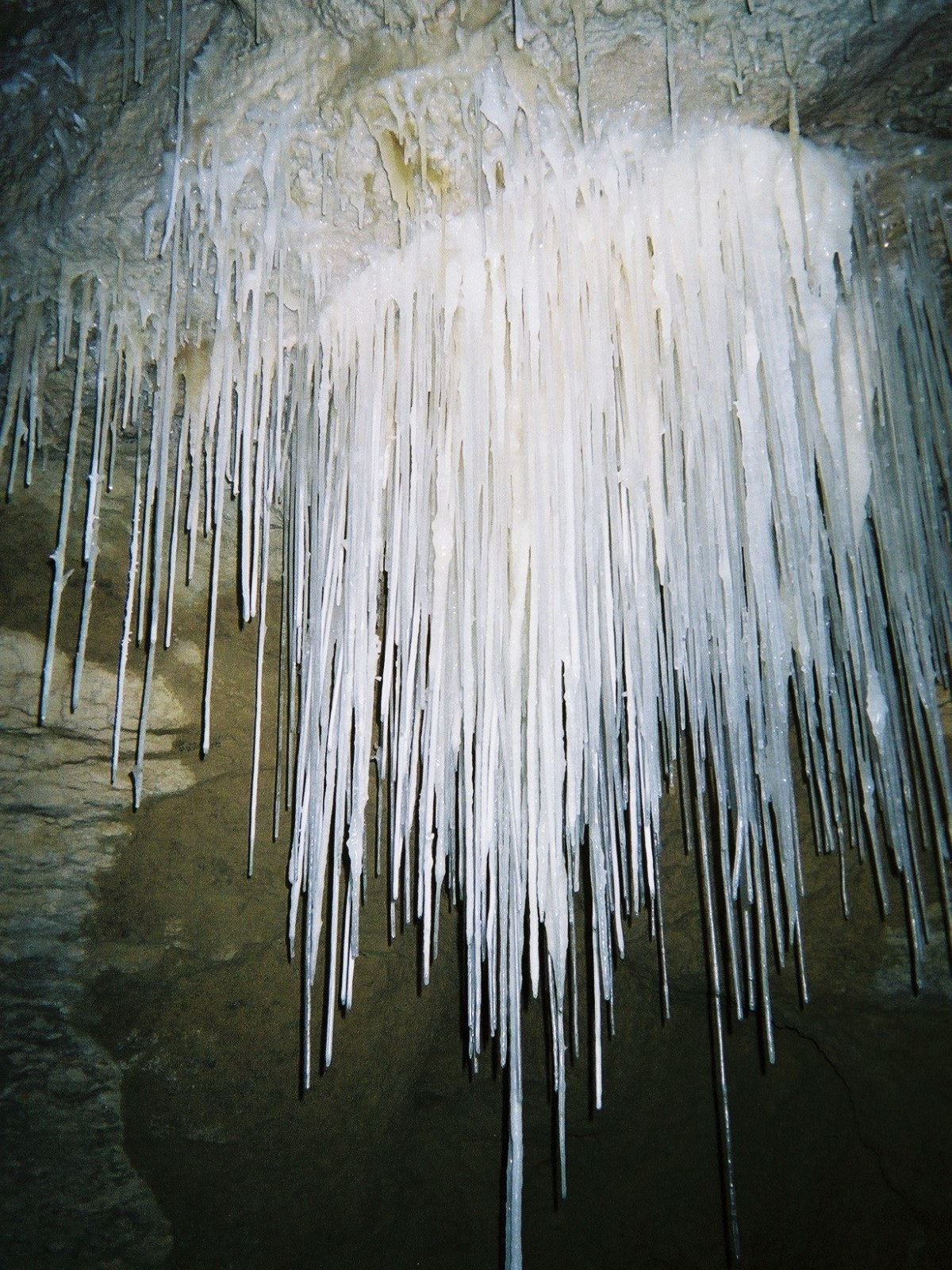
Szalmacseppkő (Gardner's Gut Új-Zéland)
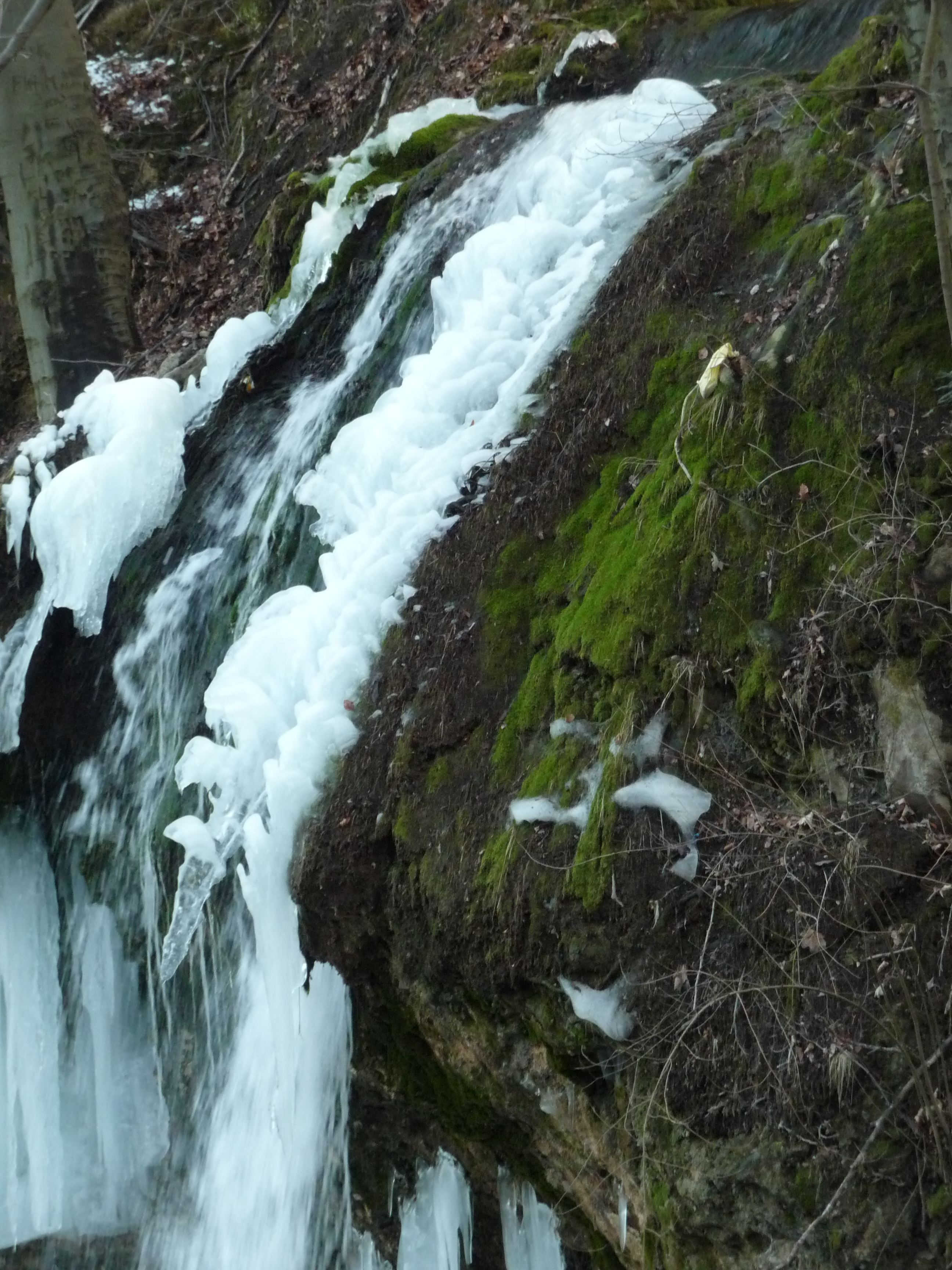
Változatos alakú jégcseppkövek a Lillafüredi-vízesés mellett
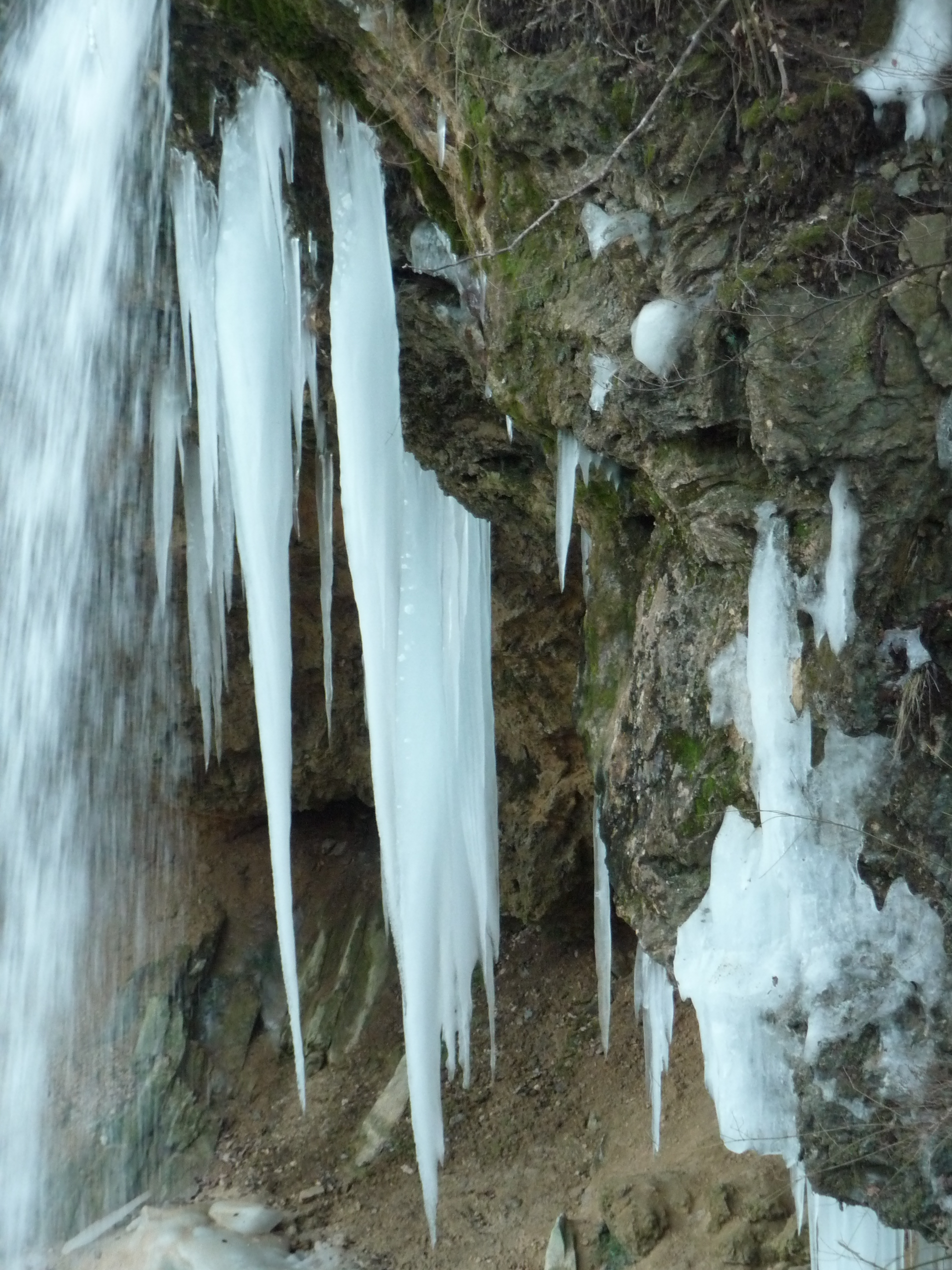
Jégsztalaktitok a Lillafüredi-vízesés mellett